# Домашёв, Александр Николаевич
Алекса́ндр Никола́евич Домашёв (23 июня 1944, Москва — 16 июня 2008, там же) — российский артист балета.

## Биография
Александр Домашёв родился 23 июня 1944 года в семье потомственных артистов балета. Внук Н. П. Домашёва. Был женат на балерине Валентине Решетниковой, сын — Антон Домашёв.
В 1963 году окончил Московское академическое хореографическое училище (класс Ю. Г. Кондратова), а в 1985 году окончил педагогическое отделение ГИТИСа (педагог-балетмейстер).
С 1963 года — в труппе Московского музыкального театра имени К. С. Станиславского и Вл. И. Немировича-Данченко. С 1985 года — в Росконцерте, с 1972 года занимался преподавательской деятельностью.
Похоронен в Москве на Ваганьковском кладбище (23 участок).

## Партии
- «Карнавал» Роберта Шумана — Арлекин (хореограф Владимир Бурмейстер)
- «Корсар» Адольфа Адана — Конрад и Бирбанто (хореограф Нина Гришина)
- «Франческа да Римини» Петра Чайковского — Джотто (хореограф Алексей Чичинадзе)
- «Золушка» Сергея Прокофьева — король (хореограф Алексей Чичинадзе)
- «Эсмеральда» Цезаря Пуни — Феб (хореограф Алексей Чичинадзе)
- «Алые паруса» Владимира Юровского — Менерс (хореограф Генрих Майоров)
- «Вариации» Жоржа Бизе — юноша (хореограф Владимир Бурмейстер)
- «Степан Разин» Николая Сидельникова — Микола и Работорговец (хореограф Алексей Чичинадзе)
- «Коппелия» Лео Делиба — Коппелиус (1975 год, первый исполнитель; хореограф Алексей Чичинадзе)
- «Прозрение» Юрий Буцко — граф Орлов (хореографы Наталия Касаткина и Владимир Василёв)
- «Легенда о Жанне д’Арк» Николая Пейко — Карл VII (хореограф Константин Сергеев)
- «Конёк-Горбунок» Родиона Щедрина — царь (1983 год, первый исполнитель; хореограф Дмитрий Брянцев)
- «Шакунтала» Сергея Баласаняна — Дурваса (хореограф Алексей Чичинадзе)
- «Пахита» Эдуара-Мари Дельдевеза — солист (хореограф Татьяна Легат, по хореографии Мариуса Петипа)
- «Баядерка» Людвига Минкуса — Солор (1968)

## Фильмография
- 1979 — Соловей — придворный балетмейстер
- 1982 — Ослиная шкура — франт

## Награды
- Заслуженный артист РСФСР (26 июня 1980)